# Miku Sophie Kühmel

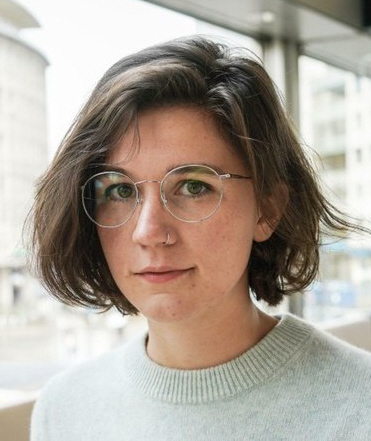
Miku Sophie Kühmel (2019)

Miku Sophie Kühmel (* 1992 in Gotha) ist eine deutsche Schriftstellerin.

## Leben und Werk
Miku Sophie Kühmel wuchs als jüngste von drei Schwestern in ihrer Geburtsstadt Gotha auf. 2010 zog sie nach Berlin. Sie studierte bis 2017 Literatur- und Medienwissenschaft an der dortigen Humboldt-Universität, sowie an der New York University.
Ab 2012 begann Kühmel parallel zum Studium für das Uni- und Lokalradio als Autorin, Sprecherin, Moderatorin und Redakteurin zu arbeiten. Von 2016 bis 2017 war sie Mitarbeiterin des Podcast-Programms des Online-Hörbuchanbieters Audible.
Als Autorin produzierte Kühmel eigene Radiostücke und Podcasts. Seit 2013 erschien Kurzprosa von ihr auch in Zeitschriften und Anthologien. 2018 gelangte Kühmel mit ihrem ersten, bislang unveröffentlichten Manuskript Fellwechsel auf die Shortlist des Blogbuster-Literaturpreises.
Der Durchbruch als Schriftstellerin folgte mit dem ersten Roman Kintsugi, der im Herbst 2019 vom S. Fischer Verlag veröffentlicht wurde. Das Buch, betitelt nach der gleichnamigen japanischen Reparaturmethode für Keramik, stellt ein schwules Paar in den Mittelpunkt, dessen Beziehung nach 20 gemeinsamen Jahren an einem Winterwochenende mit Freunden auf eine harte Probe gestellt wird. Kintsugi gelangte auf die Shortlist des Deutschen Buchpreises 2019 und brachte Kühmel im selben Jahr den aspekte-Literaturpreis sowie den Literaturpreis der Jürgen Ponto-Stiftung ein. Die Jury der Stiftung verglich das Buch mit Goethes Die Wahlverwandtschaften und Hanya Yanagiharas A Little Life und lobte Kühmel für ihre große „Menschenkenntnis und Beobachtungsgabe“. „Ein überaus beeindruckend konzentriert verfasstes Debüt [...] Der Roman Kintsugi entwickelt einen neuen, zeitgemäßen Blick auf Lebens- und Liebeskonzepte und überzeugt als Ensemble-Roman mit äußerst differenzierter Figurenpsychologie“, so die Jury.
Kühmels zweiter Roman Triskele (2022, S. Fischer Verlag) war 2022 für den Clemens-Brentano-Preis 2023 nominiert. 2024 erschien Kühmels erste Anthologie Brüste, die sie mit Linus Giese herausgab und die Beiträge von u. a. Antje Rávik Strubel, Daniela Dröscher und Angela Lehner enthält. 
In der Spielzeit 2024/2025 ist sie Atelierautorin am Deutschen Theater Berlin.
Kühmel ist Gründungsmitglied des PEN Berlin.

## Einzeltitel (Auswahl)
- Kintsugi. Roman. S. Fischer Verlag, Frankfurt am Main 2019, ISBN 978-3-10-397459-1.
- Triskele. Roman. S. Fischer Verlag, Frankfurt am Main 2022, ISBN 978-3-10-397111-8.
- Sprechende Objekte. Literarische Objekttexte. Gotha 2022, ISBN 978-3-940998-51-4.
- Hannah : Roman. Frankfurt am Main: S. Fischer, 2025

## Auszeichnungen
- 2019: Literaturpreis der Jürgen Ponto-Stiftung für Kintsugi
- 2019: aspekte-Literaturpreis für Kintsugi
- 2021: Alfred-Döblin-Stipendium